# Onychoprion
Onychoprion är ett släkte med tärnor som alla har brunsvart ovansida. Trots att släktet beskrevs redan 1832 av Johann Georg Wagler inbegreps det till helt nyligen i det mycket stora släktet Sterna (Bridge et al., 2005). 
Tre av fyra arter lever i tropikerna, och en av dem har en subpolar utbredning. Sottärnan (Onychoprion fuscatus) har en pan-tropikal utbredning. Tygeltärna (Onychoprion anaethetus) häckar också i de tropiska områdena i Atlanten och Indiska oceanen men i de centrala delarna av Stilla havet häckar istället söderhavstärna (Onychoprion lunatus). Beringtärna (Onychoprion aleuticus) häckar runt Alaska och Sibirien men övervintrar i tropikerna i Sydostasien.

## Arter
- Beringtärna (Onychoprion aleuticus)
- Söderhavstärna (Onychoprion lunatus)
- Sottärna (Onychoprion fuscatus)
- Tygeltärna (Onychoprion anaethetus)